# アメリカ標準版聖書
『アメリカ標準版聖書』（アメリカひょうじゅんばんせいしょ、英語: American Standard Version、略称：ASV）は1901年にアメリカのトーマス・ネルソン＆サンズ社（Thomas Nelson & Sons）から出版された英語聖書で、19世紀後半にイギリスでジェームズ王版聖書（1611年出版）を改訂して出版された『改訂版聖書』のアメリカ版である。

## 概要
『改訂版聖書』の訳出・編集にはアメリカからも参加したが、必ずしもすべてが取り入れたわけではなく、アメリカにふさわしい版が発行された。
この聖書は当初『The Revised Version, Standard American Edition of the Bible』という長い名称で知られていたが、1928年にはその後米国キリスト教会協議会へ合併する団体がネルソン社から著作権を買い、『アメリカ標準版聖書』と改名した。

## 特徴
最新の聖書研究に基づいて、イギリスの『改訂版聖書』と同じく、旧約聖書の「四字神名」（YHVH）が『ジェームズ王版聖書』（KJV）にある「主」（the Lord）でなくて、「ヤハウェ」（Jehovah）を使っている。また、KJVにある約300年前の英語を現代風の英語に直して、アメリカではHoly Ghost（聖霊）をHoly Spiritと直している。

## アメリカ標準版聖書の系譜
『アメリカ標準版聖書』はアメリカで、その後次のような改訂を経る。
- 改訂標準訳聖書（1951年）
- 新改訂標準版聖書（1989年）

## 世界英語聖書
『アメリカ標準版聖書』の無料版が『世界英語聖書』（World English Bible、1997年、略称：WEB）として配布されている。

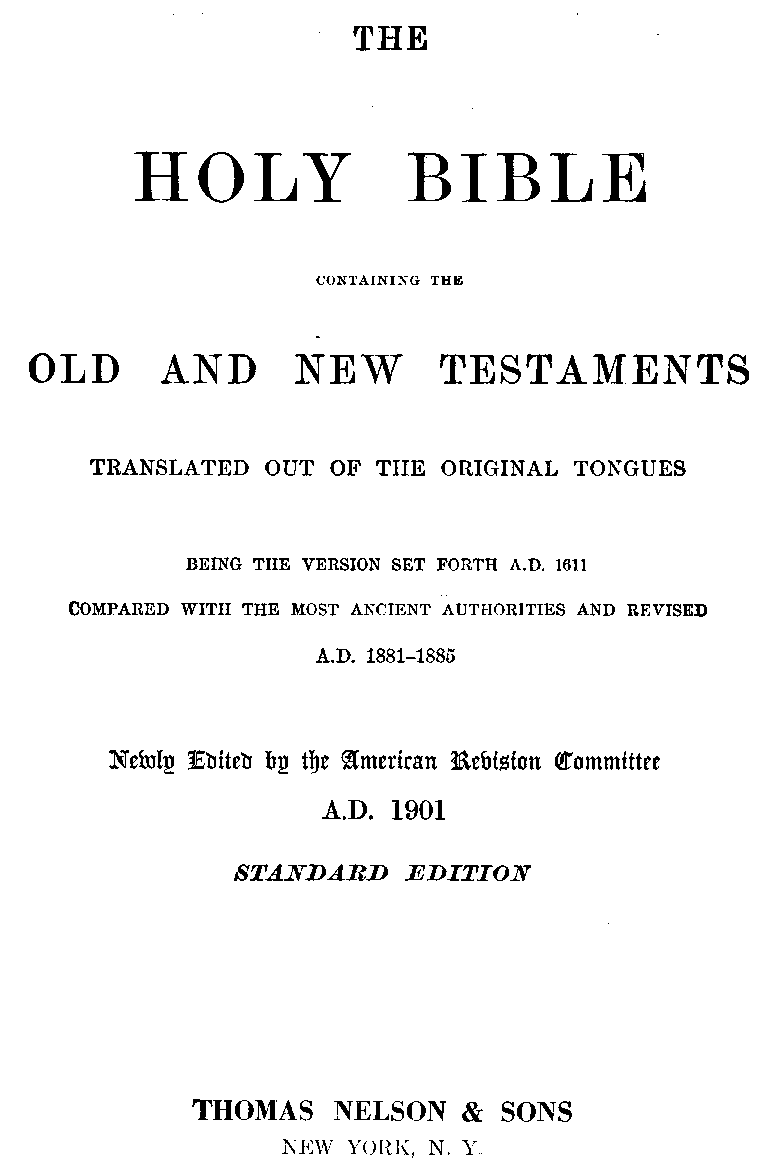
アメリカ標準版聖書の内表紙
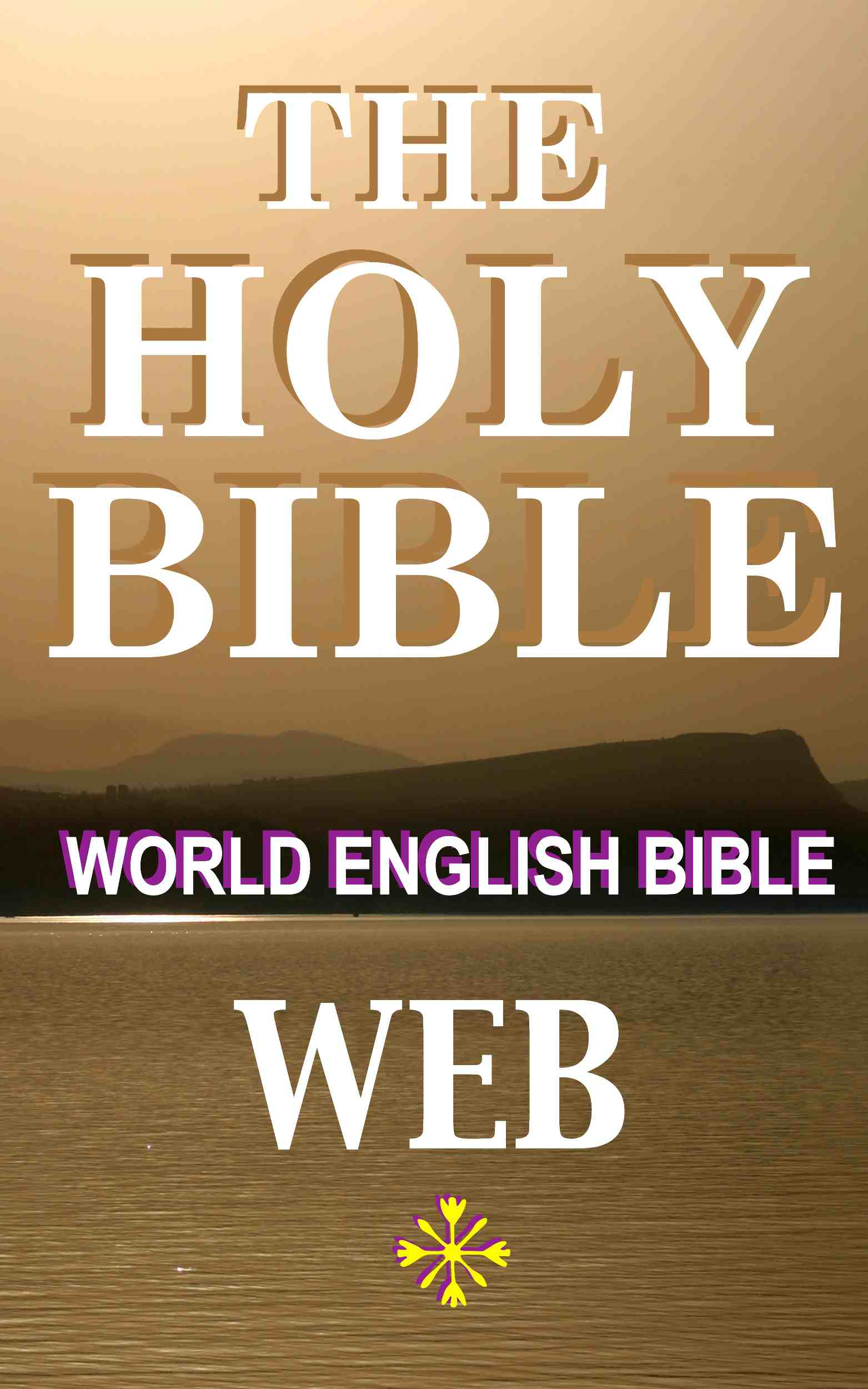
アメリカ標準版聖書Web版

## 参照項目
- 英語訳聖書